# Locros
Locros o Locros Epicefirios (latín Locri, griego Λοκροί o Λοκροί Ἐπιζεφύριοι) fue una ciudad de la costa sureste de Brucio, no lejos del extremo sur, en la región italiana de Calabria, en la actual Locri.

## Orígenes
Fue una colonia de los locrios de la Lócrida, pero no se sabe de qué grupo (epicnémidos, ozolios u opuntios). Estrabón la atribuye a los ozolios bajo un líder llamado Evanto, y critica a Éforo que la adjudica a los opuntios, pero esta última opinión era más generalizada. La tradición relatada por Aristóteles y apoyada por Polibio atribuía la fundación a un grupo de esclavos que habían huido con sus amas convertidas en amantes con las que ya habían tenido relaciones sexuales; otra tradición recogida por Pausanias dice que los lacedemonios ayudaron a fundar la ciudad de Locros así como la de Crotona.
Según Estrabón la ciudad se fundó poco después que Crotona (710 a. C.) y Siracusa (735 a. C.), por tanto hacia el año 700 a. C. La zona pertenecía a los enotrios, nativos que fueron expulsados. Este geógrafo dice que fue fundada inicialmente en el cabo Cefirio (cabo di Bruzzano) y después trasladada a su posterior ubicación 25 km al norte; el cabo le dio el nombre que la diferenciaba (Epicefirios).
El territorio en que se fundó la colonia, cerca del promontorio del cabo Bruzzano, estaba habitado por poblaciones indígenas que Polibio llama sículos. Las necrópolis de estos habitantes fueron descubiertas y excavadas por Paolo Orsi en las colinas de la parte interior de Locros: en Canale, Ianchina, Patariti y en Stefanelli de Gerace.
Las tumbas son en forma de cueva artificial excavada en la roca, idénticas a las tumbas sículas. Al principio, tal vez a causa de la amenaza que representaban estas poblaciones, los locrios se establecieron en el cabo Bruzzano, que en la antigüedad se llamaba Cefirio, en el territorio de la actual ciudad de Bruzzano Zeffirio.
Posteriormente, con la ayuda militar de Siracusa (ciudad a la que Locros siempre permanecerá ligada a lo largo de su historia posterior), los locrios expulsaron a los indígenas y se asentaron en la llanura llamada Esopis, donde fundaron la ciudad.

Cuenta Polibio que esto ocurrió gracias a una artimaña: griegos e indígenas habían establecido primero, por medio de un juramento, que vivirían juntos en la ciudad mientras llevaran la cabeza sobre los hombros y pisaran la misma tierra; pero en el momento del juramento, los griegos habían escondido cabezas de ajo bajo sus vestidos y tierra en sus zapatos. Después de arrojarlo todo, libres ya del juramento, pudieron gracias al engaño ocupar la tierra ellos solos. Los indígenas fueron sometidos y continuaron trabajando en calidad de siervos las tierras de los nuevos amos.

## Historia

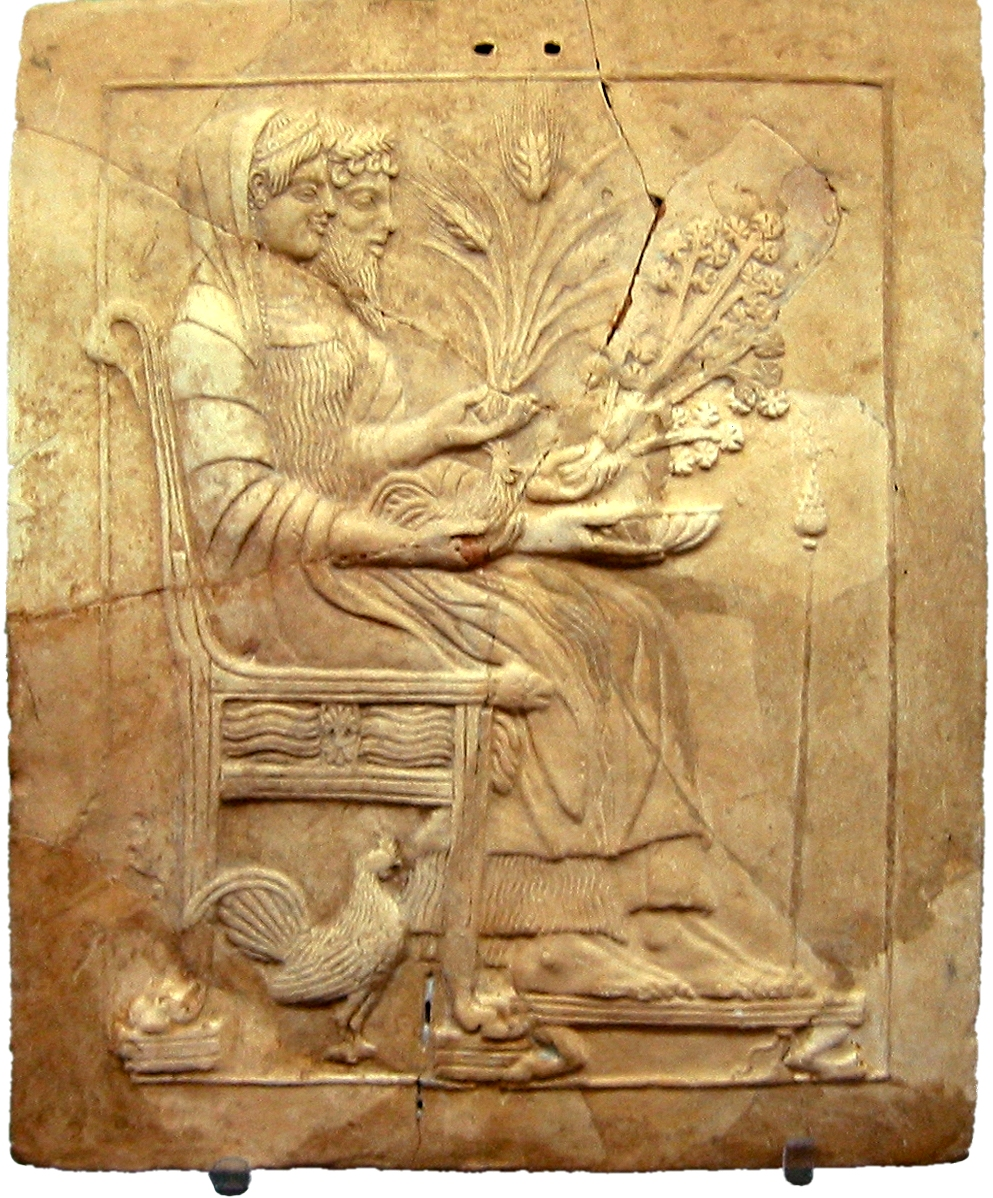
Pinax de Perséfone y Hades en el trono, santuario de Perséfone de Locros

El primer código de leyes fue el de Zaleuco, el más antiguo de todos los Estados griegos. A pesar de las fábulas y leyendas en torno a Zaleuco lo cierto es que los locrios poseían un código escrito que es mencionado por diversos autores. En todas las épocas fue considerada como modelo de buen gobierno y de orden y sus habitantes se distinguían por su fidelidad a su sistema y por la negativa a cambiar nada. Este código seguramente entró en vigor hacia el 660 a. C. y establecía un gobierno aristocrático (los cien casos) que disfrutaba de ciertos privilegios por ser considerado descendiente de los colonos originales y según la tradición la nobleza venía por vía femenina. 
Después tuvo lugar la batalla de la Sagra (siglo VI a. C.) en la que diez mil locrios, según Estrabón o quince mil, según Justino, junto a algunas tropas auxiliares de Regio, derrotaron a 130.000 crotoniatas e hicieron una gran matanza y según Estrabón eso fue el principio de la decadencia de Crotona (a pesar de que hasta el siglo siguiente fue la principal ciudad de la Magna Grecia). La fecha de la batalla no es segura, y Justino dice que sucedió antes del 540 a. C., pero entra en contradicción con Estrabón que parece mejor informado. Siguiendo al último y a Diodoro Sículo la batalla se habría librado antes del 480 a. C. y después del 510 a. C. La ciudad era próspera pero no importante como Síbaris y Crotona. En esta época fundó las colonias de Hiponio y Medma, al otro lado de la península.
Locros es mencionada por Heródoto en 493 a. C., cuando allí se detuvieron los colonos de Samos que iban a Sicilia, y después en 484 a. C. cuando Píndaro dice que era una ciudad muy próspera.
A pesar de su alianza con Regio contra Crotona, en general era hostil a Regio y aliada de Siracusa. Anaxilas de Regio quiso destruir Locros pero Hierón I de Siracusa lo impidió. 
En la época de la guerra del Peloponeso, en la primera expedición ateniense a Sicilia, era aliada de Siracusa y estaba enfrentada a Regio. Luchó contra el general ateniense Laques y contra Pitodoro, cuando este reemplazó al anterior, pero después se firmó un tratado de paz. Sin embargo, se negó a admitir a la flota ateniense en la siguiente expedición en 415 a. C. Más tarde envió algunos barcos auxiliares a Esparta en la lucha final contra los atenienses.

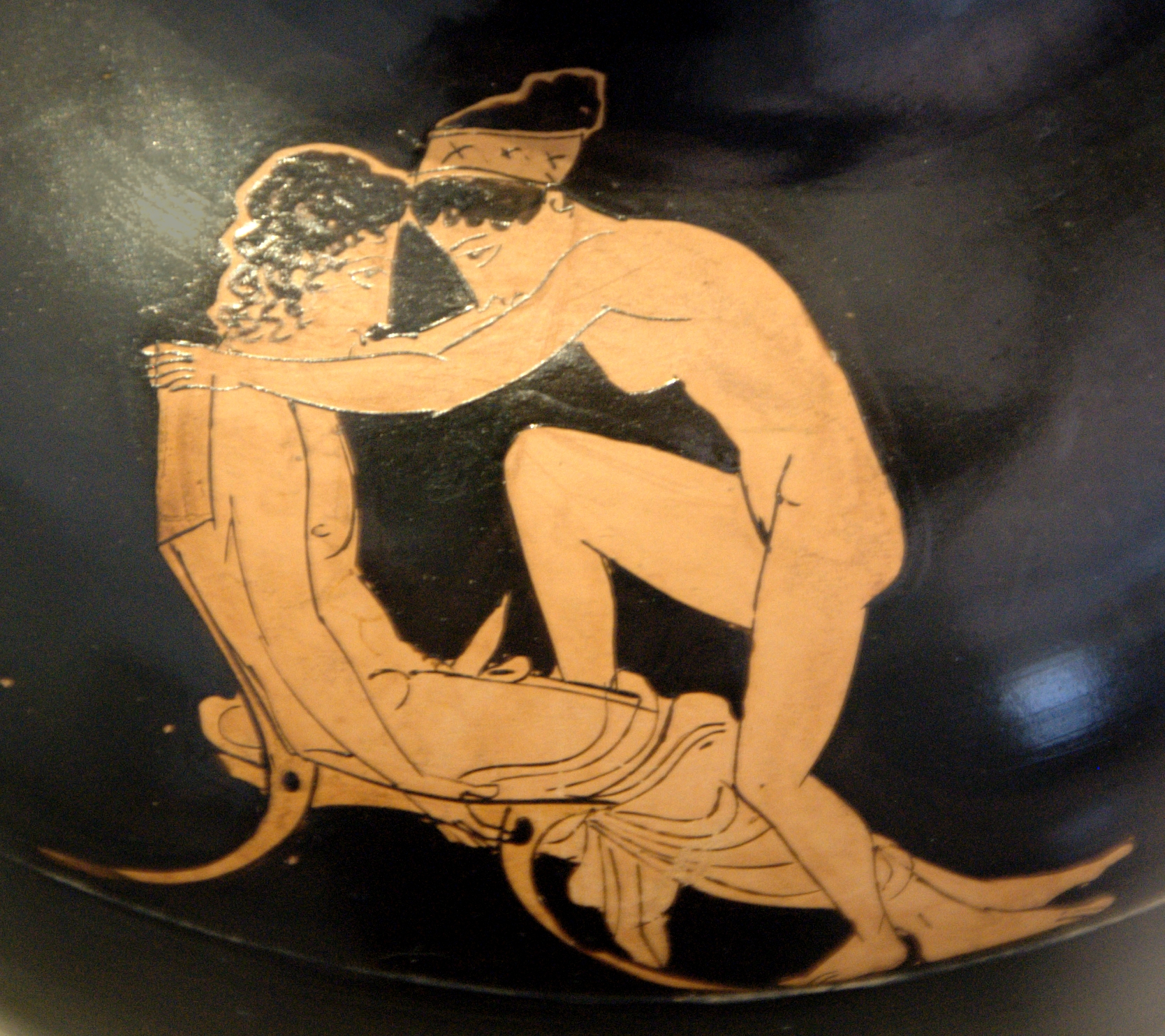
Escena erótica entre un joven y una hetera. Detalle de un enócoe ático de figuras rojas, proveniente de Locros (c. 430 a. C.)

La alianza con Siracusa se hizo más estrecha en la época de Dionisio I. Este se casó con Dóride, hija de Jéneto, uno de los principales ciudadanos de Locros. Siracusa cedió más tarde a Locros el territorio de Caulonia, ciudad que había destruido en el 389 a. C. y al siguiente año añadió parte del territorio de Esciletio y el de Hiponio. Esta última la perdió frente a los cartagineses en 379 a. C.
Dionisio II, expulsado de Siracusa, se retiró a Locros en 356 a. C. donde su gente se apoderó de la ciudadela y se hizo con el poder en el 352 a. C., que ejerció de una manera cruel. Al cabo de seis años, en ausencia de Dionisio, una revuelta popular expulsó a la guarnición y la viuda y las hijas del tirano fueron martirizadas.
Tras esto, tuvieron lugar continuas guerras con los brucios. La ciudad no es mencionada hasta la llegada de Pirro de Epiro, época en la que Locros, Regio y otras ciudades ya se habían puesto bajo protección de Roma e incluso habían sido admitidas guarniciones romanas. Pero con la llegada de Pirro un movimiento popular expulsó a la guarnición y proclamó su adhesión a él. La guarnición que el rey epirota dejó en la ciudad mientras iba a Sicilia cometió tantos abusos que un nuevo movimiento popular la expulsó de la ciudad. A su vuelta de Sicilia, Pirro castigó severamente a la ciudad y se apoderó de una buena parte de los tesoros del templo de Proserpina, el principal santuario de la ciudad. La leyenda dice que una tempestad castigó a Pirro y le hizo devolver el tesoro, pero seguramente eso no fue más que un rumor. 
Cuando Pirro partió, Locros fue sometida a Roma otra vez y así permaneció hasta la segunda guerra púnica, cuando se declaró contra Roma y a favor de Cartago, en 216 a. C., después de la batalla de Cannas. Una guarnición cartaginesa se estableció en la ciudad, cuya libertad fue garantizada por un tratado «entre iguales». En 208 a. C. fue asediada por el cónsul romano Crispinus, pero la llegada de Aníbal le obligó a levantar el asedio.
En 205 a. C. Escipión el Africano, a punto de salir hacia África, pudo ocupar la ciudad, gracias a la traición de algunos de sus habitantes. Dejó el mando de la ciudad a su legado Quinto Pleminio. La actitud de este, cruel y avariciosa, provocó una revuelta que solo pudo ser detenida por la intervención del propio Escipión; pero el general tomó partido por su legado que permaneció al mando. Como las crueldades y exacciones continuaron, el pueblo apeló al Senado Romano y pese a la fuerte oposición de los amigos de Escipión, el senado se pronunció a favor de Locros, condenó a Pleminio y devolvió a la ciudad sus leyes y su libertad. El templo de Proserpina, que había sido saqueado por Pleminio, hubo de ser restaurado a costa del erario público.
Después, Locros no aparece en ningún hecho histórico relevante. La ciudad era importante, pero de hecho subordinada a Roma, pese a su nominal libertad. Cicerón fue patrón de la ciudad, pero no se conoce el origen del patronato ni sus términos. 
Convertida en municipio en el siglo I a. C., sobrevivió como pequeño centro de escasa importancia hasta la antigüedad tardía. De esta época son algunos monumentos como la pequeña iglesia paleocristiana de la localidad de Quote San Francesco.
Testimonios importantes de la presencia romana son, en cambio, cierto número de grandes villas diseminadas por el territorio, como la descubierta y excavada en la vecina localidad de Casignana.
Procopio la menciona aún en el siglo VI y probablemente no fue destruida hasta el siglo VIII o IX por los piratas sarracenos.
Nativos de la ciudad fueron:
- Jenócrito, poeta
- Erasipo, poeta
- Téano, poeta lírico
- Timeo, filósofo pitagórico
- Equécrates, filósofo pitagórico, en algunas fuentes, ya que otras lo señalan como natural de Fliunte.
- Acrión, filósofo pitagórico
- Eunomo, músico
- Eutimo, atleta

El territorio de la ciudad era extenso y fue muy aumentado por Dionisio I de Siracusa. Estaba separado de Regio (al suroeste) por el río Halex o Alice, y de Caulonia, al norte, por el Sagra (que podría ser identificado con el moderno Alaro o con el Torbido). Sus colonias de Hiponio y Medma se hallaban al otro lado de la península.

## Excavaciones y restos arqueológicos

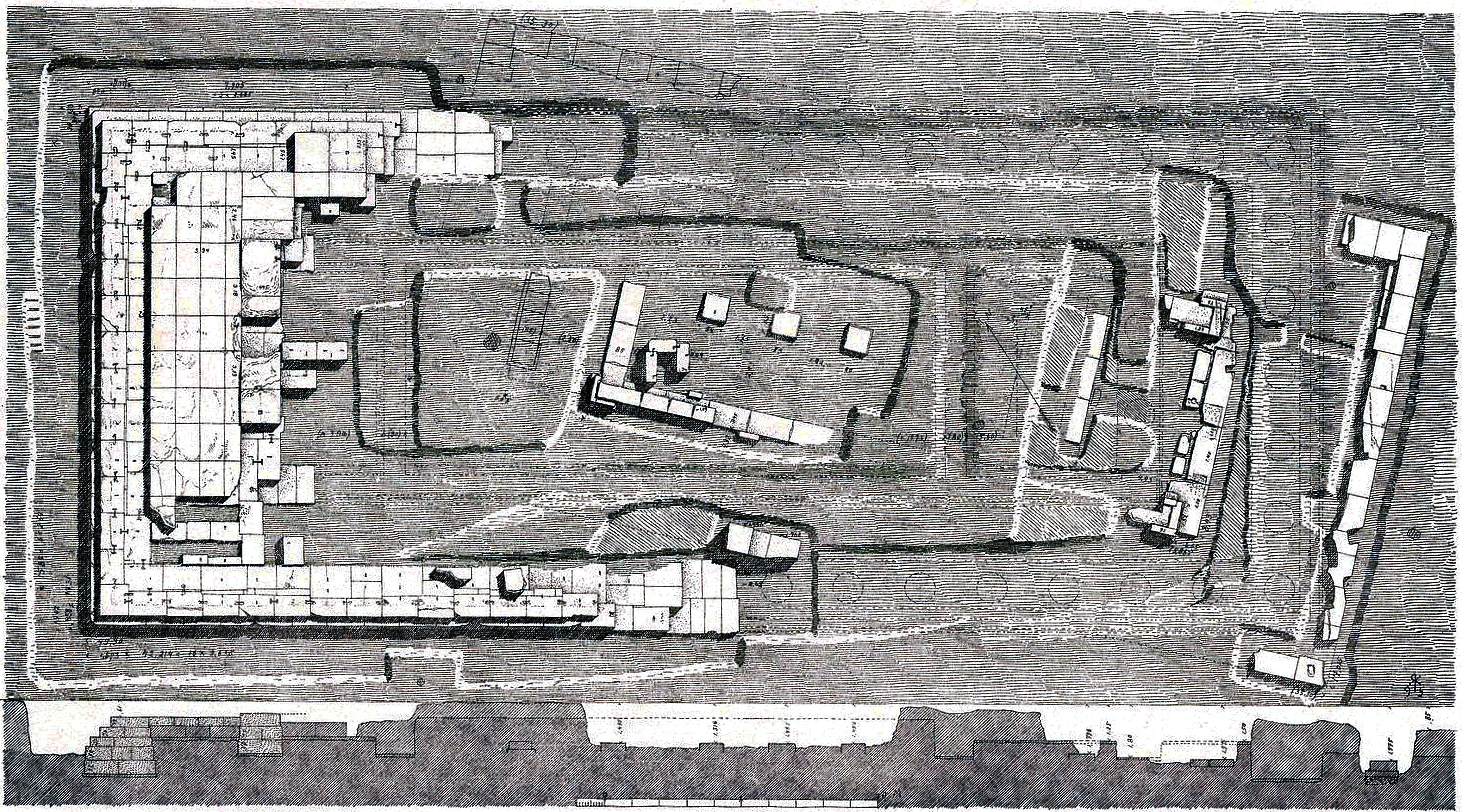
Plano del templo jónico

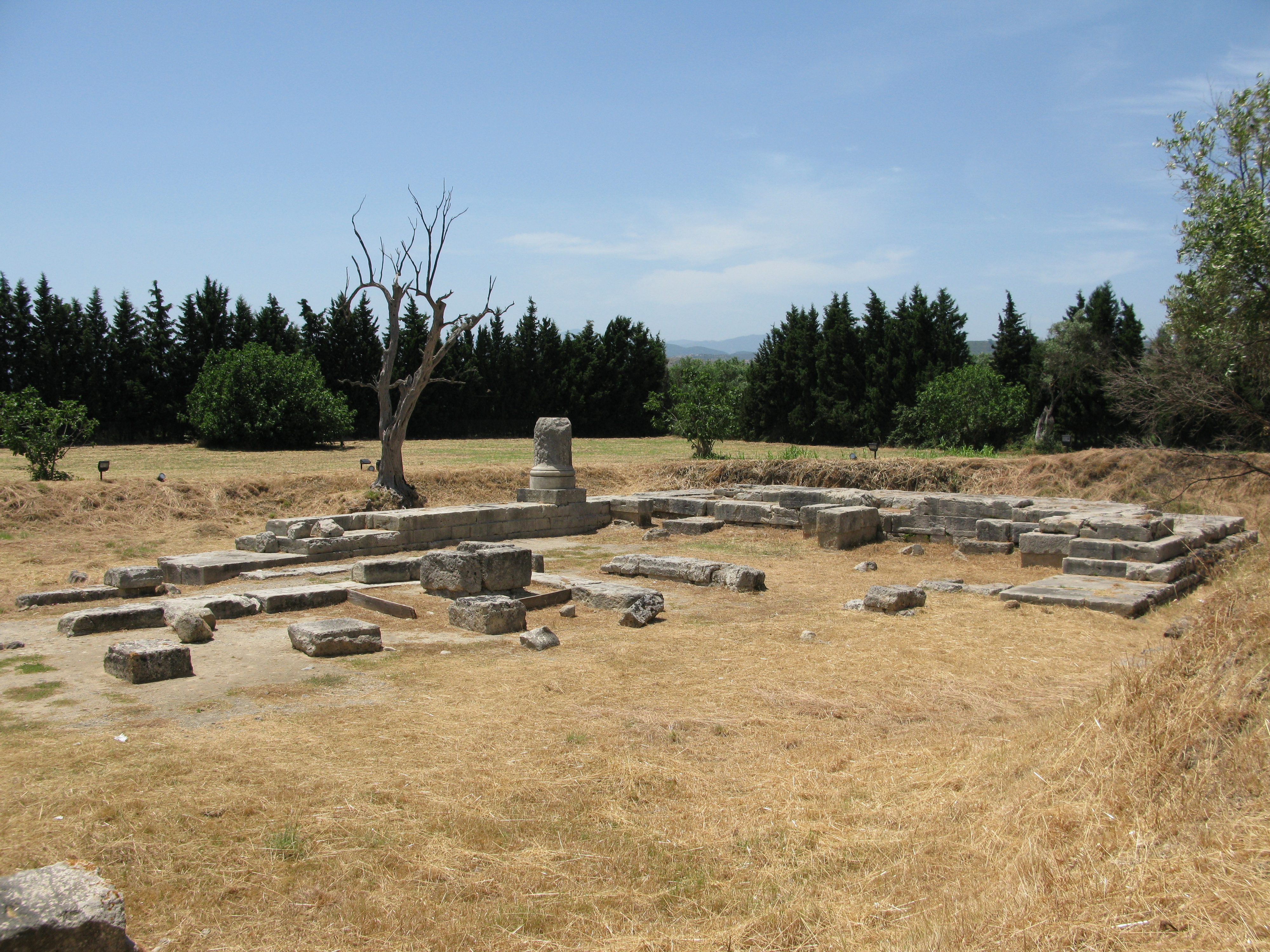
Restos del templo jónico

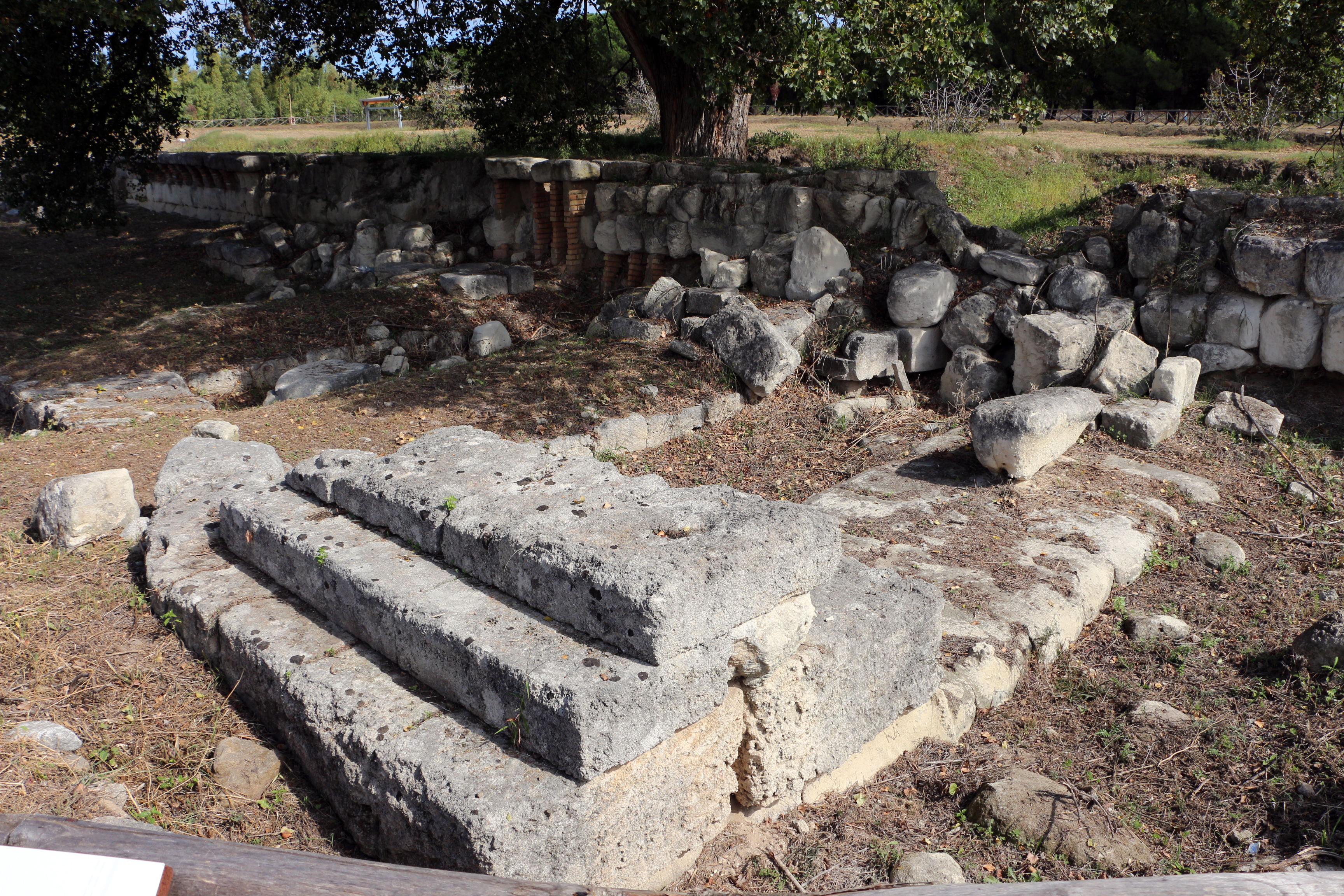
Restos de la puerta del Propileo

El lugar de la ciudad, con algunas ruinas, se ha encontrado a unos 7 km de Gerace. Las murallas se pueden seguir y van desde la costa a la Torre di Gerace (a la izquierda del riachuelo de San Ilario hasta la primera montaña llamada antiguamente Monte Esopis). Las murallas tienen unos 3 km de largo y la mitad de ancho; también se conservan los restos de un templo dorico.
Las primeras excavaciones arqueológicas de gran magnitud en Locros fueron realizadas a principios del siglo XX por Paolo Orsi, quien exploró la mayor parte de las necrópolis de la ciudad (especialmente las de la ciudad de Lucifero, cerca del río del mismo nombre) y el santuario de Perséfone, con el descubrimiento de los famosos pinakes en el barranco de la Mannella.
Orsi exploró, además, el santuario de los Dióscuros en Marasa y el de Zeus cerca de la casa Marafioti. En los años 40, P. E. Arias sacó a la luz el gran teatro de Locros. Tras la Segunda Guerra Mundial se han llevado a cabo importantes investigaciones a cargo de la Escuela de Arqueología de Roma, bajo la dirección de Oliverio, en el área de Centocamere, donde se han descubierto islas de casas de la ciudad helenística y la famosa stoa arcaica en forma de U.
El hallazgo más importante de la década de 1950 fue el descubrimiento casual de la teca (un depósito al nivel del suelo) del santuario de Zeus en la localidad de Capella dell'idra que contenía láminas de bronce con el registro de las actas administrativas del santuario de Zeus.
A partir de 1960 las investigaciones, principalmente de carácter topográfico, urbanístico y arquitectónico, han sido continuadas por la Universidad de Turín (bajo la dirección de G. Gullini y M. Barra) y por la Superintendencia Arqueológica de Calabria. 

### Topografía
Las líneas fundamentales de la topografía de Locros fueron trazadas ya por Paolo Orsis. La ciudad se halla en la parte más llana de la franja litoral, a la izquierda del torrente Portigliola. La muralla, visible en gran parte y en algún tramo bien conservada, le confiere forma de cuadrilátero, con los lados largos perpendiculares a la costa, que en el interior, llegan hasta las colinas siguiendo el recorrido ondulado de las tres cimas de la Mannella, Abbadessa y Castellace.

A los pies de estas colinas hay un sendero que todavía conserva el nombre antiguo de drómos, que podría traducirse por paseo. Con su orientación este-oeste atraviesa la ciudad en sentido transversal de un extremo a otro, diferenciando claramente la zona de las colinas de la de la llanura.
En la parte de arriba del drómos se encuentran los edificios públicos, los santuarios y las fortificaciones. En la parte de la llanura, en cambio, se construyeron los barrios residenciales.

### Santuario de Marasá
En la parte suroriental de Locros, cerca de la muralla, se halla el santuario de Marasa, donde ha aparecido un templo de finales del siglo VII a. C., con zócalo de piedra y revestimiento de placas de terracota y con decoraciones polícromas.
El edificio es de planta estrecha y alargada, con columnata central de madera. En una segunda fase, que se data a mediados del siglo VI a. C., este edificio fue reestructurado: se respetó la orientación del anterior y se le añadió una peristasis de madera de 6 por 13 columnas, que se ha supuesto que eran de orden dórico.
En el segundo cuarto del siglo V a. C., el templo arcaico fue destruido y sustituido por otro, un grandioso períptero jónico (6 por 17 columnas), con distinta orientación, del que quedan los restos del zócalo y una columna. A este templo pertenecen las estatuas de los Dióscuros, halladas por Orsis, que decoraban el frontón.
Excavaciones recientes han localizado el altar del templo. En el lado oriental del santuario se ha descubierto la fortificación de época helenística con la torre, denominada di Parapezza por el nombre de la localidad.

### Templo de Zeus
En la parte de arriba del drómos se halla el templo de Zeus, del que Orsi encontró un capitel dórico, hoy conocido sólo a través de dibujos, algunos elementos arquitectónicos del entablamento y un pentaglifo. Del templo no ha quedado nada. A pocos metros de distancia, De Franciscis descubrió la teca cilíndrica de piedra en la que se hallaron las láminas de bronce.

### Teatro griego

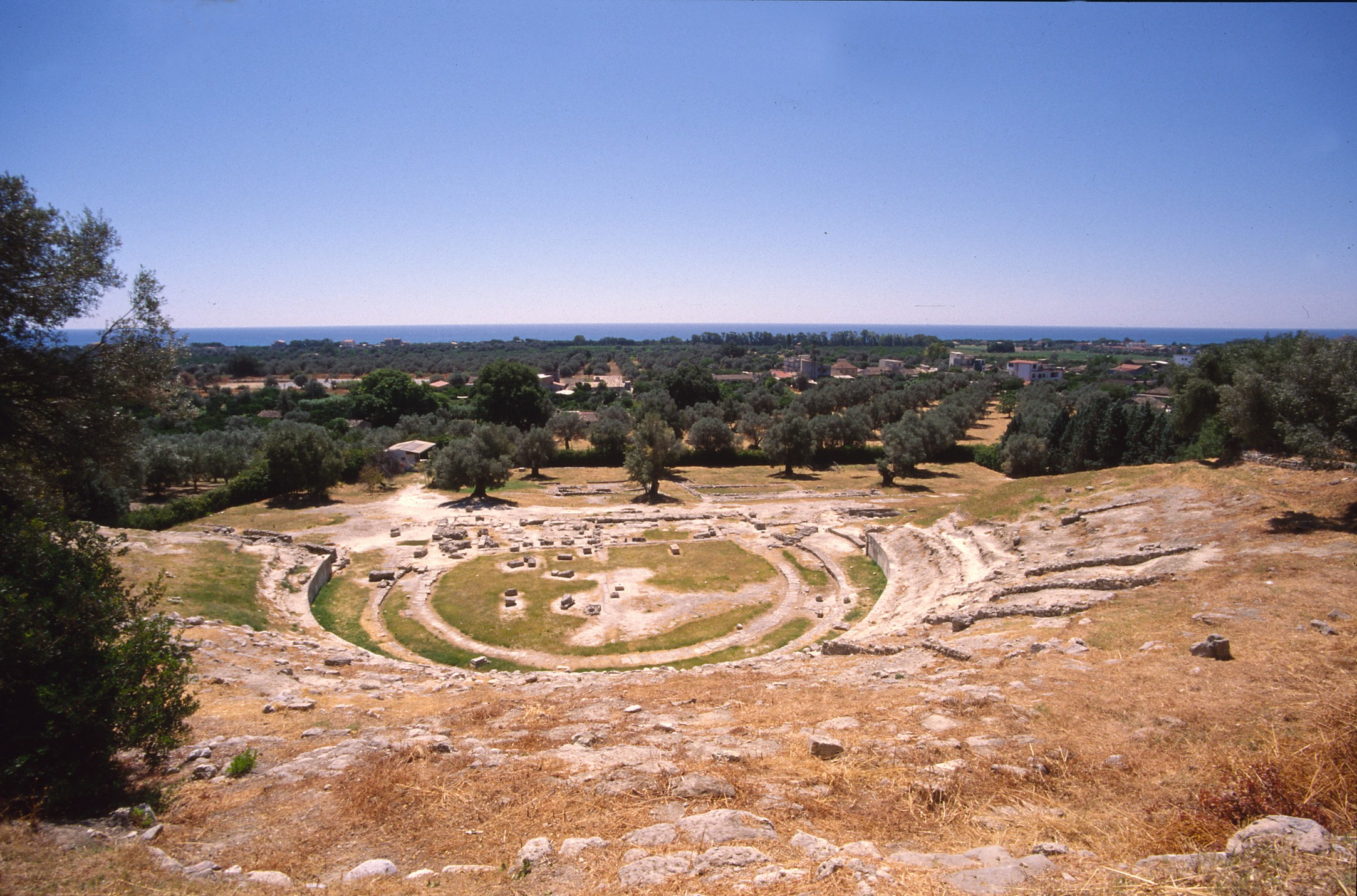
Teatro griego de Locros.

Al oeste del templo de Zeus está situado el teatro, que en su primera fase data del siglo IV a. C., pero que sufrió numerosas remodelaciones en épocas sucesivas. La cávea aprovecha la pendiente natural de la colina, y las gradas están talladas en la blanda roca local.
El teatro consta de siete sectores, divididos por pequeñas escaleras y, en sentido horizontal, por una ancha franja (diázoma).

### Otras construcciones
Orsi identificó en lo alto de la colina, en Mannella, el santuario de Atenea, y en el barranco entre Abbadsesa y Castellace, el famoso santuario de Perséfone, que proporcionó los millares de pinakes (placas de terracota) con las representaciones en relieve obtenidas con moldes en las que figuran escenas referentes al culto de la diosa y al mundo femenino.
El área mejor explorada y conocida es la de Centocamere. En la parte oriental se halla la gran stoa en forma de U, enmarcada en dos hileras de pequeñas habitaciones y un brazo transversal. En una primera fase, las habitaciones eran sólo 5 (finales del siglo VII a. C.). En un segundo momento, hacia mediados del siglo VI a. C., se reestructuró el monumento creándose 11 habitaciones a cada lado. En el interior del espacio definido por la stoa se hallaron 371 pozos votivos, que gracias a los testimonios epigráficos, permiten atribuir el conjunto al culto de Afrodita. En la parte que mira a la montaña, la stoa fue protegida en Época Arcaica por un muro de contención de grandes bloques cuadrados.
Al oeste de la stoa, los barrios residenciales permiten establecer que Locri tenía ya una estructura regular en el siglo VI a. C. Dicha estructura se obtenía con ejes viarios de 4–4,50 m de anchura perpendiculares a la costa, que se cruzan en ángulo recto con anchas calles (de casi 14 m) que corren paralelas a la costa.´

Esta retícula crea unas islas de casas de una anchura media de 27-28 m. En la franja que estaba comprendida entre las islas de casas de planta regular y la muralla (datables en el siglo III a. C.) se edificaron diversas islas de casas de forma irregular que fueron condicionadas precisamente por el perímetro de la muralla.

Esta zona que fue urbanizada en época tardía, era tal vez el ágora, con función de mercado, y estaba situada cerca del puerto y en las proximidades del templo de Afrodita. En el siglo II a. C. fue englobada en el interior de la muralla que se extendía a lo largo de 7,5 km. La excavación del barrio residencial de Centocamere ha permitido además establecer que el barrio era de carácter artesanal, a juzgar por el gran número de hornos de cocción para cerámica que se han hallado.